# William Lewis (Schachspieler)

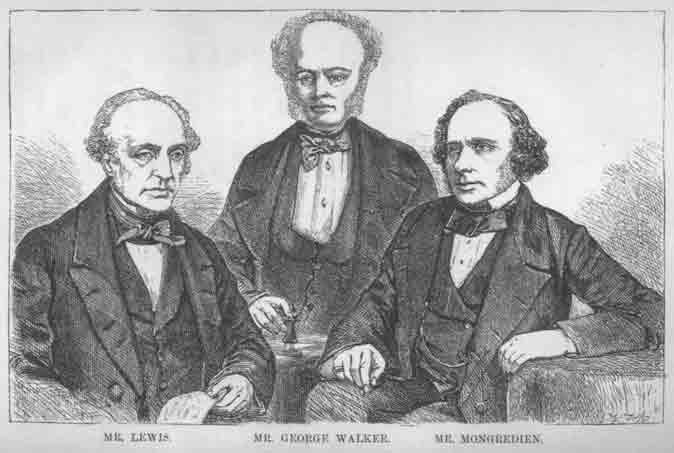
William Lewis neben George Walker und Augustus Mongredien (zeitgenössische Abbildung)

William Lewis (* 9. Oktober 1787 in Birmingham; † 22. Oktober 1870 in England) war ein englischer Schachspieler, Autor und Organisator.

## Leben
William Lewis war ein Schüler Jacob Henry Sarratts und trat nach dessen Tod (1819) dessen Nachfolge als führender britischer Schachmeister an. Zwischen 1818 und 1819 soll Lewis auf Bitten Johann Nepomuk Mälzels bei verschiedenen Vorführungen in England den „Schachtürken“ bedient haben.
Im April 1821 ging Lewis nach Paris, um gegen Alexandre Deschapelles einen Wettkampf zu spielen. Drei Partien wurden gespielt, in denen Deschapelles Lewis die Vorgabe von Bauer und Zug gab. Lewis gewann ein Spiel und remisierte zwei Spiele. Im Jahr 1823 verlor er gegen La Bourdonnais einen Wettkampf mit einem Sieg und vier Niederlagen. Er stand an der Spitze des London Chess Club-Teams im Korrespondenz-Schachwettkampf 1824 gegen Edinburgh. Alexander McDonnell wurde 1825 ein Schüler von Lewis. 1827 ging Lewis bankrott, nachdem er in ein Klavierunternehmen investiert hatte.

## Autorentätigkeit
Er verfasste mehrere Schachbücher:
- 1817 Oriental Chess
- 1822 Elements
- 1827 Chess Problems

Davor wurden Schachprobleme als Schachpositionen oder Schachsituationen bezeichnet. Er nannte sich ‚Teacher of Chess‘.
- 1831 und 1832 schrieb er Progressive Lessons,
- 1832 Fifty Games,
- 1835 A Selection of Games und Chess for Beginners,
- 1838 Chess Board Companion, wovon es neun Auflagen gab
- 1844 schrieb er A Treatise on the Game of Chess.

Im Jahr 1838 nahm ein Artikel in Bell’s Life von George Walker auf William Lewis Bezug als „our past grandmaster“. Es war das erste Mal, dass der Begriff Großmeister benutzt wurde, um auf einen hochrangigen Schachspieler hinzuweisen.